# FASMED
La FASMED est l’association faîtière des associations suisses du commerce et de l’industrie de la technologie médicale. Elle a son siège à Muri près de Berne et compte en 2015 environ 240 sociétés membres appartenant en fonction de leur portefeuille de produits à une ou à plusieurs des cinq sections de l’association: « réadaptation », « implants », « biens de consommation médicaux », « biens d’équipement médicaux » et « imagerie médicale, surveillance et informatique ». 

## Histoire
La fédération a été fondée mi-2000 par l'Association des fournisseurs suisses de produits médicaux, l'Association suisse des fournisseurs aux médecins et hôpitaux et l'Association suisse de l’industrie des équipements et produits diagnostiques).

## Objectifs
La FASMED s’engage en faveur d’une amélioration des conditions-cadre économiques des entreprises suisses de la technique médicale. Elle travaille au maintien de l’attractivité de la Suisse comme pôle Medtech, de la recherche et comme place industrielle ainsi qu’à assurer un accès rapide des patients aux nouveaux produits et traitements. À cet effet, elle s’engage dans le travail législatif au niveau national et international. Par ses prises de position, p. ex. sur l’ordonnance sur les dispositifs médicaux (Odim) garantissant la libre circulation des marchandises avec l’UE, elle fait clairement entendre sa voix en politique.  
De ses propres dires, l’objectif primordial de la FASMED est la «promotion de la mise en place de soins médicaux de qualité, rentables et socialement acceptables». La FASMED a cofondé le registre suisse des implants SIRIS, qui enregistre tous les implants du genou et de la hanche. Ce registre contribue à mesurer et améliorer la qualité de la prise en charge des patients. Les groupes de travail de la fédération s’engagent également pour la promotion de la qualité et œuvrent dans la prévention, entre autres par des directives sur l’automesure de la glycémie. Avec la formation de spécialiste de la technique de réadaptation EFA et l’examen de la fédération comme conseiller(ère) en Medtech, la FASMED s’engage également dans la promotion des professionnels et/ou de la relève. Elle a aussi rédigé le FASMED Code of Business Conduct avec lequel elle promeut chez ses sociétés membres des pratiques commerciales éthiques dans leurs interactions avec les experts du système de santé et les informe et conseille dans des questions spécifiques, de politique économique et juridiques.

## Organisation
La FASMED est une organisation de milice avec plus de 100 personnes des sociétés membres dans des comités de l’association. La commission Commerce, la commission Industrie et la commission Legal & Compliance dépendent directement du comité directeur. Les divers groupes de projet et de travail dépendent des sections qui sont divisées par groupe de produits. La fédération est coordonnée et gérée par le secrétariat général.

## Partenariats
La FASMED est membre d’Eucomed, la confédération européenne des associations de l’industrie des dispositifs médicaux à Bruxelles, ainsi que de diverses organisations transsectorielles suisses comme Economiesuisse ou Entente Système de santé libéral. Elle entretient des coopérations étroites avec des organisations apparentées comme le Medical Cluster et participe aussi activement aux échanges de vues avec les principales associations suisses de l’économie et de la santé publique.